# ブライアン・プライス
ブライアン・ロバーツ・プライス（Bryan Roberts Price, 1962年6月22日 - ）は、アメリカ合衆国カリフォルニア州サンフランシスコ出身の元プロ野球選手（投手）、監督。左投左打。愛称はBP、バニラ・プライス。

## 経歴

### 現役時代
MLBドラフトでは高校時代から数えて計3度指名され、1984年のMLBドラフト8巡目（全体190位）でカリフォルニア・エンゼルスから指名され、プロ入り。現役5年間でメジャーでのプレー経験はなく、エンゼルス、シアトル・マリナーズ傘下でプレーをしていた。

### 引退後
引退後はマリナーズ傘下で投手コーチを務めた後、2000年から2006年まではマリナーズの投手コーチを務めた。コーチ2年目の2001年にはチーム防御率3.54を記録し、USAトゥデイのベースボールウィークリーが選ぶ最優秀投手コーチに選ばれた。
2007年からはアリゾナ・ダイヤモンドバックスの投手コーチを務めた。同年、ナショナルリーグで第4位となるチーム防御率4.13を記録し、チームをリーグチャンピオンシリーズへ導いた功績により、ベースボール・アメリカが選ぶ最優秀投手コーチに選ばれた。
2009年5月9日、監督のボブ・メルビンの解任に伴ってコーチを辞任する。レギュラーシーズン終了後の10月17日、シンシナティ・レッズの投手コーチに就任した。
2013年10月21日、ダスティ・ベイカーの退任に伴ってレッズの監督に就任した。契約は2016年までの3年間。
2016年10月1日に契約を延長。
2018年4月19日、ここまで3勝15敗という極度の不振の責任を取る形で監督を解任された。
2020年からはフィラデルフィア・フィリーズの投手コーチを務めるも、1年で退任した。さらにレギュラーシーズン終了後にはフルタイムのコーチ業からの引退も表明した。
2021年12月20日にサンディエゴ・パドレスのシニアアドパイザーに就任した。
2023年11月14日にサンフランシスコ・ジャイアンツの投手コーチに就任した。2024年10月15日に辞任した。

## 詳細情報

### 背番号
- 35（2000年 - 同年途中、2001年 - 2003年、2006年 - 2009年）
- 32（2000年途中 - 同年終了）
- 27（2004年）
- 34（2005年）
- 38（2010年 - 2018年）
- 19（2020年）